# Pramadea trifidalis
Pramadea trifidalis is een vlinder van de familie van de grasmotten (Crambidae). De wetenschappelijke naam van deze soort is voor het eerst voorgesteld als Syllepte trifidalis door George Francis Hampson in een publicatie uit 1908.
De soort komt voor in Saoedi-Arabië, Jemen, Kenia en Mozambique.